# Hierophant (amerikanische Band)
Hierophant war ein 1994 gegründetes und 2003 aufgelöstes Funeral-Doom-Projekt.

## Geschichte
John del Russi gründete das Projekt Hierophant 1994. Unter dem Projektnamen veröffentlichte del Russi zwischen 1999 und 2002 drei EPs. Alle drei Veröffentlichungen erschienen über del Russis eigens dazu initiiertes Label Black Beyond. Durch die diversen lobenden Erwähnungen der Evoken-Musiker Nick Orlando und Dario Derna wurde die am Genre interessierte Musikpresse auf das Projekt aufmerksam. Insbesondere das britische Webzine Doom-Metal.com protegierte das Projekt mit lobenden Rezensionen zu Hierophant, The Weight of Winter und Autumn Dusk.
Allerdings beendete del Russi seine Aktivität unter dem Namen Hierophant 2003 und führte den eigenen Funeral-Doom-Stil mit dem konzeptionell auf den Cthulhu-Mythos hin ausgerichteten Projekt Catacombs fort. Zum Abschluss wurde von ihm noch im gleichen Jahr über Dark Vision Production gemeinsam mit Stijn van Cauter und dessen Label Nulll Records die retrospektive Kompilation The Tome veröffentlicht. Durch die strenge Limitierung und die begrenzte Vermarktung gelten die Veröffentlichungen als begehrte Sammlerstücke im Genre. Die Kompilation wurde 2007 von Solitude Productions erneut veröffentlicht und zog polarisierte Kritiken nach sich. Während in einer für Doom-Metal.com verfassten Rezension die Kompilation als „konsequente Perfektion und Verkörperung des Genres“ bezeichnet wird, wird sie in einer Besprechung für Metal.de als „herbe Enttäuschung allererster Kajüte“ beschrieben. In einer Besprechung des norwegischen Webzines Arctic Metal wird die Wiederveröffentlichung als „eine Veröffentlichung für Fans“ von Catacombs beschrieben, derweil in einer Besprechung des Webzines Metal Crypts The Tome als „perfektes Album für Genre-Fans, die mehr hochqualitativen Funeral Doom hören möchten“ bezeichnet wird.

## Stil
Die Musik von Hierophant wird dem Funeral Doom zugeordnet. Für die Website Doom-Metal.com wird die von der Gruppe präsentierte Spielform als „brutale“ und „pulverisierende“ sowie als „enorm düstere und verstimmte“ Variante des Genres beschrieben. Vergleiche werden zu Disembowelment und Skepticism gezogen. Als weitere Vergleichsgrößen bemühen Rezensenten diverse Genre-Vertreter des Funeral Dooms, insbesondere auf Thergothon und Skepticism wird häufig verwiesen. Del Russi bestätigt den Einfluss und ergänzt, dass ihn besonders Pioniere des Death Dooms beeinflusst hätten unter anderem verweist er auf Thergothon, Disembowelment und My Dying Bride als Einfluss.
Die Musik gilt als „minimalistisch, eintönig und ohne Temperament oder menschliches Gefühle“ gespielter „Funeral Doom in seiner reinsten Form“. Der Gesang wird durchgehend als gutturales Growling präsentiert während die Musik betont langsam gespielt wird. Das Gitarrenspiel bleibt von Riffs gekennzeichnet die überwiegend dröhnend und stark verzerrt gespielt werden, eine zweite hell und klar gespielte Leadgitarre sowie der spärliche Einsatz eines Pianoklangs gelegentliche Melodien einbringt.

## Diskografie
- 1999: Hierophant (EP, Black Beyonds)
- 2001: The Weight of Winter (EP, Black Beyonds)
- 2002: Autumn Dusk (EP, Black Beyond)
- 2003: The Tome (Kompilation, Dark Vision Production, Nulll Records, Solitude Productions)